# Bisetocreagris philippinensis
Espèce
Synonymes
- Microcreagris philippinensis Beier, 1931

Bisetocreagris philippinensis est une espèce de pseudoscorpions de la famille des Neobisiidae.

## Distribution
Cette espèce est endémique de Mindanao aux Philippines.

## Systématique et taxinomie
Cette espèce a été décrite sous le protonyme Microcreagris philippinensis par Beier en 1931. Elle est placée dans le genre Bisetocreagris par Ćurčić en 1983.

## Étymologie
Son nom d'espèce, composé de philippin[es] et du suffixe latin -ensis, « qui vit dans, qui habite », lui a été donné en référence au lieu de sa découverte, les Philippines.

## Publication originale
- Beier, 1931 : Neue Pseudoscorpione der U. O. Neobisiinea. Mitteilung aus dem Zoologischen Museum in Berlin, vol. 17, p. 299-318.